# Dendrobium tipuliferum
Dendrobium tipuliferum är en orkidéart som beskrevs av Heinrich Gustav Reichenbach. Dendrobium tipuliferum ingår i släktet Dendrobium, och familjen orkidéer. Inga underarter finns listade i Catalogue of Life.

## Bildgalleri

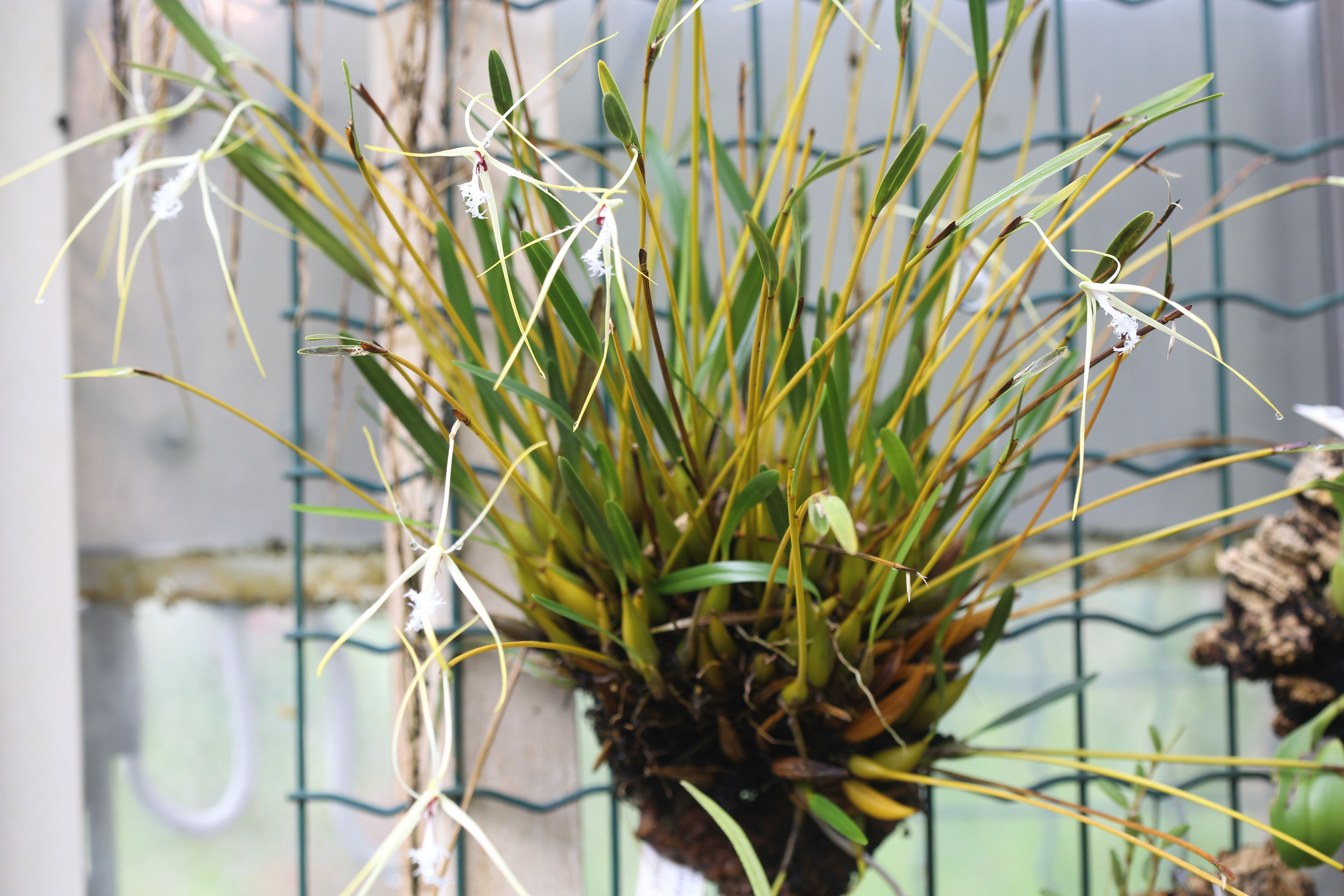